# Contea di Waller
La contea di Waller in inglese Waller County è una contea dello Stato del Texas, negli Stati Uniti. La popolazione al censimento del 2010 era di 43 205 abitanti. Il capoluogo di contea è Hempstead. Il nome della contea deriva da Edwin Waller, un firmatario della Dichiarazione d'Indipendenza del Texas, e primo sindaco di Austin.

## Geografia
| Anno | Popolazione | ±%     |
| ---- | ----------- | ------ |
| 1880 | 9,024       | Note:  |
| 1890 | 10,888      | 20.7%  |
| 1900 | 14,246      | 30.8%  |
| 1910 | 12,138      | −14.8% |
| 1920 | 10,292      | −15.2% |
| 1930 | 10,014      | −2.7%  |
| 1940 | 10,280      | 2.7%   |
| 1950 | 11,961      | 16.4%  |
| 1960 | 12,071      | 0.9%   |
| 1970 | 14,285      | 18.3%  |
| 1980 | 19,798      | 38.6%  |
| 1990 | 23,390      | 18.1%  |
| 2000 | 32,663      | 39.6%  |
| 2010 | 43,205      | 32.3%  |

Secondo l'Ufficio del censimento degli Stati Uniti d'America la contea ha un'area totale di 518 miglia quadrate (1340 km²), di cui 513 miglia quadrate (1330 km²) sono terra, mentre 4,4 miglia quadrate (11 km², corrispondenti allo 0,8% del territorio) sono costituiti dall'acqua.

### Strade principali
- Interstate 10
- U.S. Highway 90
- U.S. Highway 290
- State Highway 6

### Contee adiacenti
- Grimes County (nord)
- Montgomery County (nord-est)
- Harris County (est)
- Fort Bend County (sud)
- Austin County (ovest)
- Washington County (nord-ovest)

## Istruzione
Nella contea sono presenti i seguenti distretti scolastici:
- Hempstead Independent School District
- Royal Independent School District
- Katy Independent School District
- Waller Independent School District